# 9e étape du Tour de France 2023
Pour un article plus général, voir Tour de France 2023.
La 9e étape du Tour de France 2023 se déroule le dimanche 9 juillet 2023 entre Saint-Léonard-de-Noblat (Haute-Vienne) et le Puy de Dôme (Puy-de-Dôme), sur une distance de 182,4 kilomètres.

## Parcours
Partant de la commune de Saint-Léonard-de-Noblat (Haute-Vienne), cité d'adoption de Raymond Poulidor qui y est décédé le 13 novembre 2019, cette étape s'oriente principalement vers l'est en passant par le département de la Creuse. Elle est vallonnée et ne comporte que deux côtes de 4e catégorie, rejoignant ensuite le Massif central et la côte de Pontaumur répertoriée en 3e catégorie avant de s'élever en fin d'étape sur les pentes du volcan du Puy de Dôme pour une ascension de 13,3 kilomètres avec une pente moyenne de 7,7 % dont les quatre derniers kilomètres avant la ligne d'arrivée sur une étroite route tracée en spirale autour du volcan se raidissent à une déclivité moyenne proche des 12 %.
Le Puy de Dôme n'avait plus été au programme de la Grande Boucle depuis le Tour de France 1988 et la victoire du Danois Johnny Weltz. Le lendemain, 10 juillet, les coureurs disposent d'une première journée de repos.

## Déroulement de la course
Ils sont 169 coureurs à avoir pris le départ de cette étape. Dès le début de la course, une échappée se forme avec quatorze coureurs : les trois Français, Pierre Latour et Mathieu Burgaudeau (TotalEnergies) et Clément Berthet (AG2R Citroën), le Slovène Matej Mohorič (Bahrain Victorious), l'Espagnol Gorka Izagirre et l'Américain Matteo Jorgenson (Movistar), les Canadiens Michael Woods et Guillaume Boivin (Israel-Premier Tech), le Belge Victor Campenaerts (Lotto Dstny), le Norvégien Jonas Abrahamsen et le Danois Jonas Gregaard Wilsly (Uno X), le Kazakh Alexey Lutsenko et l'Espagnol David de la Cruz (Astana) ainsi que le maillot à pois, l'Américain Neilson Powless (EF Education). Le Danois Mads Pedersen vainqueur de la 8e étape, est lâché par le peloton qui a pris en chasse les hommes de tête. À 155 km de l'arrivée, les échappés possèdent trois minutes d'avance sur le peloton. Le Norvégien Jonas Abrahamsen remporte le sprint intermédiaire du lac de Vassivière devant le Slovène Matej Mohorič et le Danois Jonas Gregaard Wilsly. À 107 km du terme de l'étape, les fuyards portent leur avance à dix minutes. L'Américain Powless passe en tête la côte de Pontcharraud après avoir passé en première position celle de Felletin un peu plus tôt, toutes les deux classées en 4e catégorie. En haut de la côte de Pontaumur (3e catégorie), c'est à nouveau Powless qui passe en tête devant le Belge Victor Campenaerts. À 53 km du Puy de Dôme, cinq coureurs de l'échappée tentent leur chance mais sont rejoints quelques instants plus tard, pour se retrouver à nouveau à quatorze en tête de la course, leur avance étant de treize minutes.
À 47 km du but, l'Américain Matteo Jorgenson porte une attaque et se détache du groupe des échappés. À 40 km de l'arrivée, il compte 25 secondes sur ses poursuivants. Dix kilomètres plus loin, il n'a plus que quinze secondes sur Mohorič, Powless, de la Cruz et Burgaudeau et quarante secondes sur le reste du groupe duquel le Kazakh Alexey Lutsenko et le Norvégien Jonas Abrahamsen lâchent prise. David de la Cruz connaît un problème mécanique à 21 km du terme et doit laisser filer ses trois compagnons qui entament l'ascension finale du Puy de Dôme (13 km) avec une minute de retard sur Jorgenson. Le peloton se trouve alors à plus de 16 minutes de l'Américain. À 3 km du sommet, Mohorič s'extirpe du groupe des poursuivants pour tenter de rejoindre Jorgenson. Toutefois, le Slovène est repris et dépassé à 1,7 km de l'arrivée par le Canadien Michael Woods, revenu de l'arrière. Sous la flamme du dernier kilomètre, Jorgenson devance encore Woods de quinze secondes mais ce dernier revient très fort. À 450 m de la ligne, Woods dépose l'Américain et remporte l'étape en solitaire. Jorgenson termine quatrième après avoir été dépassé par le Français Pierre Latour et le Slovène Matej Mohorič.
Dans le groupe maillot jaune, Tadej Pogačar attaque à 1,5 km du sommet, distançant Jonas Vingegaard qui s'accroche à une vingtaine de mètres et perd finalement 8 secondes sur le Slovène à l'arrivée. Le Danois conserve néanmoins son maillot jaune pour 17 secondes. Pogačar termine treizième de l'étape à huit minutes et dix-neuf secondes du vainqueur du jour.

## Résultats
Cette section présente les résultats et prix obtenus au cours de l'étape.

### Classement de l'étape
| Classement de la 9e étape | Classement de la 9e étape | Classement de la 9e étape | Classement de la 9e étape | Classement de la 9e étape |
|                           | Coureur                   | Pays                      | Équipe                    | Temps                     |
| ------------------------- | ------------------------- | ------------------------- | ------------------------- | ------------------------- |
| 1er                       | Michael Woods             | Canada                    | Israel-Premier Tech       | en 4 h 19 min 41 s        |
| 2e                        | Pierre Latour             | France                    | TotalEnergies             | + 28 s                    |
| 3e                        | Matej Mohorič             | Slovénie                  | Bahrain Victorious        | + 35 s                    |
| 4e                        | Matteo Jorgenson          | États-Unis                | Movistar Team             | + 36 s                    |
| 5e                        | Clément Berthet           | France                    | AG2 Citroën Team          | + 55 s                    |
| 6e                        | Neilson Powless           | États-Unis                | EF Education-EasyPost     | + 1 min 23 s              |
| 7e                        | Alexey Lutsenko           | Kazakhstan                | Astana Qazaqstan Team     | + 1 min 39 s              |
| 8e                        | Jonas Gregaard Wilsly     | Danemark                  | Uno-X Pro Cycling Team    | + 1 min 58 s              |
| 9e                        | Mathieu Burgaudeau        | France                    | TotalEnergies             | + 2 min 16 s              |
| 10e                       | David de la Cruz          | Espagne                   | Astana Qazaqstan Team     | + 2 min 34 s              |
| modifier                  |                           |                           |                           |                           |

### Bonifications en temps
|   | Coureur       | Pays     | Équipe              | Secondes |
| - | ------------- | -------- | ------------------- | -------- |
| 1 | Michael Woods | Canada   | Israel-Premier Tech | 10 s     |
| 2 | Pierre Latour | France   | TotalEnergies       | 6 s      |
| 3 | Matej Mohorič | Slovénie | Bahrain Victorious  | 4 s      |

### Points attribués
| Sprint intermédiaire Lac de Vassivière (km 30,4) | Sprint intermédiaire Lac de Vassivière (km 30,4) | Sprint intermédiaire Lac de Vassivière (km 30,4) | Sprint intermédiaire Lac de Vassivière (km 30,4) | Sprint intermédiaire Lac de Vassivière (km 30,4) |
| ------------------------------------------------ | ------------------------------------------------ | ------------------------------------------------ | ------------------------------------------------ | ------------------------------------------------ |
|                                                  | Coureur                                          | Pays                                             | Équipe                                           | Point(s)                                         |
| 1er                                              | Jonas Abrahamsen                                 | Norvège                                          | Uno-X Pro Cycling Team                           | 20                                               |
| 2e                                               | Matej Mohorič                                    | Slovénie                                         | Bahrain Victorious                               | 17                                               |
| 3e                                               | Jonas Gregaard Wilsly                            | Danemark                                         | Uno-X Pro Cycling Team                           | 15                                               |
| 4e                                               | Pierre Latour                                    | France                                           | TotalEnergies                                    | 13                                               |
| 5e                                               | David de la Cruz                                 | Espagne                                          | Astana Qazaqstan Team                            | 11                                               |
| 6e                                               | Neilson Powless                                  | États-Unis                                       | EF Education-EasyPost                            | 10                                               |
| 7e                                               | Matteo Jorgenson                                 | États-Unis                                       | Movistar Team                                    | 9                                                |
| 8e                                               | Alexey Lutsenko                                  | Kazakhstan                                       | Astana Qazaqstan Team                            | 8                                                |
| 9e                                               | Clément Berthet                                  | France                                           | AG2 Citroën Team                                 | 7                                                |
| 10e                                              | Mathieu Burgaudeau                               | France                                           | TotalEnergies                                    | 6                                                |
| 11e                                              | Michael Woods                                    | Canada                                           | Israel-Premier Tech                              | 5                                                |
| 12e                                              | Guillaume Boivin                                 | Canada                                           | Israel-Premier Tech                              | 4                                                |
| 13e                                              | Gorka Izagirre                                   | Espagne                                          | Movistar Team                                    | 3                                                |
| 14e                                              | Victor Campenaerts                               | Belgique                                         | Lotto Dstny                                      | 2                                                |
| 15e                                              | Jasper Philipsen                                 | Belgique                                         | Alpecin-Deceuninck                               | 1                                                |
| modifier                                         |                                                  |                                                  |                                                  |                                                  |

| Arrivée d'étape Puy de Dôme (km 182,4) | Arrivée d'étape Puy de Dôme (km 182,4) | Arrivée d'étape Puy de Dôme (km 182,4) | Arrivée d'étape Puy de Dôme (km 182,4) | Arrivée d'étape Puy de Dôme (km 182,4) |
| -------------------------------------- | -------------------------------------- | -------------------------------------- | -------------------------------------- | -------------------------------------- |
|                                        | Coureur                                | Pays                                   | Équipe                                 | Point(s)                               |
| 1er                                    | Michael Woods                          | Canada                                 | Israel-Premier Tech                    | 30                                     |
| 2e                                     | Pierre Latour                          | France                                 | TotalEnergies                          | 25                                     |
| 3e                                     | Matej Mohorič                          | Slovénie                               | Bahrain Victorious                     | 22                                     |
| 4e                                     | Matteo Jorgenson                       | États-Unis                             | Movistar Team                          | 19                                     |
| 5e                                     | Clément Berthet                        | France                                 | AG2 Citroën Team                       | 17                                     |
| 6e                                     | Neilson Powless                        | États-Unis                             | EF Education-EasyPost                  | 15                                     |
| 7e                                     | Alexey Lutsenko                        | Kazakhstan                             | Astana Qazaqstan Team                  | 13                                     |
| 8e                                     | Jonas Gregaard Wilsly                  | Danemark                               | Uno-X Pro Cycling Team                 | 11                                     |
| 9e                                     | Mathieu Burgaudeau                     | France                                 | TotalEnergies                          | 9                                      |
| 10e                                    | David de la Cruz                       | Espagne                                | Astana Qazaqstan Team                  | 7                                      |
| 11e                                    | Gorka Izagirre                         | Espagne                                | Movistar Team                          | 6                                      |
| 12e                                    | Victor Campenaerts                     | Belgique                               | Lotto Dstny                            | 5                                      |
| 13e                                    | Tadej Pogačar                          | Slovénie                               | UAE Team Emirates                      | 4                                      |
| 14e                                    | Jonas Vingegaard                       | Danemark                               | Jumbo-Visma                            | 3                                      |
| 15e                                    | Simon Yates                            | Royaume-Uni                            | Team Jayco AlUla                       | 2                                      |
| modifier                               |                                        |                                        |                                        |                                        |

### Cols et côtes
| Côte de Felletin (km 74,8) 4e catégorie (2,1 km à 5,2 %) | Côte de Felletin (km 74,8) 4e catégorie (2,1 km à 5,2 %) | Côte de Felletin (km 74,8) 4e catégorie (2,1 km à 5,2 %) | Côte de Felletin (km 74,8) 4e catégorie (2,1 km à 5,2 %) | Côte de Felletin (km 74,8) 4e catégorie (2,1 km à 5,2 %) |
| -------------------------------------------------------- | -------------------------------------------------------- | -------------------------------------------------------- | -------------------------------------------------------- | -------------------------------------------------------- |
|                                                          | Coureur                                                  | Pays                                                     | Équipe                                                   | Point(s)                                                 |
| 1er                                                      | Neilson Powless                                          | États-Unis                                               | EF Education-EasyPost                                    | 1                                                        |
| modifier                                                 |                                                          |                                                          |                                                          |                                                          |

| Côte de Pontcharraud (km 85,7) 4e catégorie (1,8 km à 4,6 %) | Côte de Pontcharraud (km 85,7) 4e catégorie (1,8 km à 4,6 %) | Côte de Pontcharraud (km 85,7) 4e catégorie (1,8 km à 4,6 %) | Côte de Pontcharraud (km 85,7) 4e catégorie (1,8 km à 4,6 %) | Côte de Pontcharraud (km 85,7) 4e catégorie (1,8 km à 4,6 %) |
| ------------------------------------------------------------ | ------------------------------------------------------------ | ------------------------------------------------------------ | ------------------------------------------------------------ | ------------------------------------------------------------ |
|                                                              | Coureur                                                      | Pays                                                         | Équipe                                                       | Point(s)                                                     |
| 1er                                                          | Neilson Powless                                              | États-Unis                                                   | EF Education-EasyPost                                        | 1                                                            |
| modifier                                                     |                                                              |                                                              |                                                              |                                                              |

| Côte de Pontaumur (km 126,2) 3e catégorie (3,3 km à 5,3 %) | Côte de Pontaumur (km 126,2) 3e catégorie (3,3 km à 5,3 %) | Côte de Pontaumur (km 126,2) 3e catégorie (3,3 km à 5,3 %) | Côte de Pontaumur (km 126,2) 3e catégorie (3,3 km à 5,3 %) | Côte de Pontaumur (km 126,2) 3e catégorie (3,3 km à 5,3 %) |
| ---------------------------------------------------------- | ---------------------------------------------------------- | ---------------------------------------------------------- | ---------------------------------------------------------- | ---------------------------------------------------------- |
|                                                            | Coureur                                                    | Pays                                                       | Équipe                                                     | Point(s)                                                   |
| 1er                                                        | Neilson Powless                                            | États-Unis                                                 | EF Education-EasyPost                                      | 2                                                          |
| 2e                                                         | Victor Campenaerts                                         | Belgique                                                   | Lotto Dstny                                                | 1                                                          |
| modifier                                                   |                                                            |                                                            |                                                            |                                                            |

| Puy de Dôme (km 182,4) Hors catégorie (13,3 km à 7,7 %) | Puy de Dôme (km 182,4) Hors catégorie (13,3 km à 7,7 %) | Puy de Dôme (km 182,4) Hors catégorie (13,3 km à 7,7 %) | Puy de Dôme (km 182,4) Hors catégorie (13,3 km à 7,7 %) | Puy de Dôme (km 182,4) Hors catégorie (13,3 km à 7,7 %) |
| ------------------------------------------------------- | ------------------------------------------------------- | ------------------------------------------------------- | ------------------------------------------------------- | ------------------------------------------------------- |
|                                                         | Coureur                                                 | Pays                                                    | Équipe                                                  | Point(s)                                                |
| 1er                                                     | Michael Woods                                           | Canada                                                  | Israel-Premier Tech                                     | 20                                                      |
| 2e                                                      | Pierre Latour                                           | France                                                  | TotalEnergies                                           | 15                                                      |
| 3e                                                      | Matej Mohorič                                           | Slovénie                                                | Bahrain Victorious                                      | 12                                                      |
| 4e                                                      | Matteo Jorgenson                                        | États-Unis                                              | Movistar Team                                           | 10                                                      |
| 5e                                                      | Clément Berthet                                         | France                                                  | AG2 Citroën Team                                        | 8                                                       |
| 6e                                                      | Neilson Powless                                         | États-Unis                                              | EF Education-EasyPost                                   | 6                                                       |
| 7e                                                      | Alexey Lutsenko                                         | Kazakhstan                                              | Astana Qazaqstan Team                                   | 4                                                       |
| 8e                                                      | Jonas Gregaard Wilsly                                   | Danemark                                                | Uno-X Pro Cycling Team                                  | 2                                                       |
| modifier                                                |                                                         |                                                         |                                                         |                                                         |

### Prix de la combativité
- Matteo Jorgenson (Movistar Team)

## Classements à l'issue de l'étape
Cette section présente le classement général et les différents classements annexes à l'issue de l'étape.

### Classement général
| Classement général | Classement général | Classement général | Classement général | Classement général  |
|                    | Coureur            | Pays               | Équipe             | Temps               |
| ------------------ | ------------------ | ------------------ | ------------------ | ------------------- |
| 1er                | Jonas Vingegaard   | Danemark           | Jumbo-Visma        | en 38 h 37 min 46 s |
| 2e                 | Tadej Pogačar      | Slovénie           | UAE Team Emirates  | + 17 s              |
| 3e                 | Jai Hindley        | Australie          | Bora-Hansgrohe     | + 2 min 40 s        |
| 4e                 | Carlos Rodríguez   | Espagne            | Ineos Grenadiers   | + 4 min 22 s        |
| 5e                 | Adam Yates         | Royaume-Uni        | UAE Team Emirates  | + 4 min 39 s        |
| 6e                 | Simon Yates        | Royaume-Uni        | Team Jayco AlUla   | + 4 min 44 s        |
| 7e                 | Tom Pidcock        | Royaume-Uni        | Ineos Grenadiers   | + 5 min 26 s        |
| 8e                 | David Gaudu        | France             | Groupama-FDJ       | + 6 min 1 s         |
| 9e                 | Sepp Kuss          | États-Unis         | Jumbo-Visma        | + 6 min 45 s        |
| 10e                | Romain Bardet      | France             | Team DSM-Firmenich | + 6 min 58 s        |
| modifier           |                    |                    |                    |                     |

| Classement par points | Classement par points | Classement par points | Classement par points    | Classement par points |
| --------------------- | --------------------- | --------------------- | ------------------------ | --------------------- |
|                       | Coureur               | Pays                  | Équipe                   | Point(s)              |
| 1er                   | Jasper Philipsen      | Belgique              | Alpecin-Deceuninck       | 259 points            |
| 2e                    | Bryan Coquard         | France                | Cofidis                  | 149 pts               |
| 3e                    | Mads Pedersen         | Danemark              | Lidl-Trek                | 143 pts               |
| 4e                    | Wout van Aert         | Belgique              | Jumbo-Visma              | 112 pts               |
| 5e                    | Tadej Pogačar         | Slovénie              | UAE Team Emirates        | 85 pts                |
| 6e                    | Victor Lafay          | France                | Cofidis                  | 80 pts                |
| 7e                    | Jordi Meeus           | Belgique              | Bora-Hansgrohe           | 80 pts                |
| 8e                    | Biniam Girmay         | Érythrée              | Intermarché-Circus-Wanty | 77 pts                |
| 9e                    | Caleb Ewan            | Australie             | Lotto Dstny              | 73 pts                |
| 10e                   | Neilson Powless       | États-Unis            | EF Education-EasyPost    | 70 pts                |
| modifier              |                       |                       |                          |                       |

| Classement du meilleur grimpeur | Classement du meilleur grimpeur | Classement du meilleur grimpeur | Classement du meilleur grimpeur | Classement du meilleur grimpeur |
| ------------------------------- | ------------------------------- | ------------------------------- | ------------------------------- | ------------------------------- |
|                                 | Coureur                         | Pays                            | Équipe                          | Point(s)                        |
| 1er                             | Neilson Powless                 | États-Unis                      | EF Education-EasyPost           | 46 points                       |
| 2e                              | Felix Gall                      | Autriche                        | AG2R Citroën Team               | 28 pts                          |
| 3e                              | Tobias Halland Johannessen      | Norvège                         | Uno-X Pro Cycling Team          | 26 pts                          |
| 4e                              | Ruben Guerreiro                 | Portugal                        | Movistar Team                   | 22 pts                          |
| 5e                              | Michael Woods                   | Canada                          | Israel-Premier Tech             | 20 pts                          |
| 6e                              | Tadej Pogačar                   | Slovénie                        | UAE Team Emirates               | 19 pts                          |
| 7e                              | Jai Hindley                     | Australie                       | EF Education-EasyPost           | 19 pts                          |
| 8e                              | Giulio Ciccone                  | Italie                          | Lidl-Trek                       | 19 pts                          |
| 9e                              | Jonas Vingegaard                | Danemark                        | Jumbo-Visma                     | 18 pts                          |
| 10e                             | Pierre Latour                   | France                          | TotalEnergies                   | 16 pts                          |
| modifier                        |                                 |                                 |                                 |                                 |

| Classement général du meilleur jeune | Classement général du meilleur jeune | Classement général du meilleur jeune | Classement général du meilleur jeune | Classement général du meilleur jeune |
|                                      | Coureur                              | Pays                                 | Équipe                               | Temps                                |
| ------------------------------------ | ------------------------------------ | ------------------------------------ | ------------------------------------ | ------------------------------------ |
| 1er                                  | Tadej Pogačar                        | Slovénie                             | UAE Team Emirates                    | en 38 h 38 min 3 s                   |
| 2e                                   | Carlos Rodríguez                     | Espagne                              | Ineos Grenadiers                     | + 4 min 5 s                          |
| 3e                                   | Tom Pidcock                          | Royaume-Uni                          | Ineos Grenadiers                     | + 5 min 9 s                          |
| 4e                                   | Felix Gall                           | Autriche                             | AG2R Citroën Team                    | + 9 min 29 s                         |
| 5e                                   | Mattias Skjelmose Jensen             | Danemark                             | Lidl-Trek                            | + 28 min 59 s                        |
| 6e                                   | Mathieu Burgaudeau                   | France                               | TotalEnergies                        | + 39 min 59 s                        |
| 7e                                   | Matteo Jorgenson                     | États-Unis                           | Movistar Team                        | + 46 min 48 s                        |
| 8e                                   | Tobias Halland Johannessen           | Norvège                              | Uno-X Pro Cycling Team               | + 49 min 25 s                        |
| 9e                                   | Matthew Dinham                       | Australie                            | Team DSM-Firmenich                   | + 59 min 14 s                        |
| 10e                                  | Matîs Louvel                         | France                               | Arkéa-Samsic                         | + 1 h 0 min 12 s                     |
| modifier                             |                                      |                                      |                                      |                                      |

| Classement par équipes | Classement par équipes | Classement par équipes | Classement par équipes |
|                        | Équipe                 | Pays                   | Temps                  |
| ---------------------- | ---------------------- | ---------------------- | ---------------------- |
| 1re                    | Bahrain Victorious     | Bahreïn                | en 116 h 11 min 17 s   |
| 2e                     | Ineos Grenadiers       | Royaume-Uni            | + 44 s                 |
| 3e                     | Jumbo-Visma            | Pays-Bas               | + 2 min 7 s            |
| 4e                     | UAE Team Emirates      | Émirats arabes unis    | + 13 min 19 s          |
| 5e                     | AG2R Citroën Team      | France                 | + 13 min 51 s          |
| 6e                     | Groupama-FDJ           | France                 | + 16 min 12 s          |
| 7e                     | Bora-Hansgrohe         | Allemagne              | + 34 min 30 s          |
| 8e                     | Movistar Team          | Espagne                | + 42 min 51 s          |
| 9e                     | Lidl-Trek              | États-Unis             | + 1 h 13 min 22 s      |
| 10e                    | Astana Qazaqstan Team  | Kazakhstan             | + 1 h 14 min 20 s      |
| modifier               |                        |                        |                        |

## Abandons
Un seul coureur abandonne lors de la 9e étape :
- Quinn Simmons (Lidl-Trek) : non-partant.